# La Colombe (Gounod)
La Colombe és una òpera en dos actes de Charles Gounod, amb llibret de Jules Barbier i Michel Carré, basat en el poema Le Faucon de Jean de la Fontaine. S'estrenà, en una primera versió en un acte, al teatre municipal de Baden Baden el 6 d'agost de 1860. Una nova versió amb dos actes muntada per l'Opéra-Comique el 7 de juny de 1866 a la sala Favart de París conté més pàgines escrites per Gounod.